# Baby Face Nelson
Pour les articles homonymes, voir George Nelson, Nelson et Baby Face.
Lester Joseph Gillis, né le 6 décembre 1908 à Chicago (Illinois) – mort le 27 novembre 1934 à Wilmette (Illinois), connu sous le pseudonyme de George Nelson ou de Baby Face Nelson, était un braqueur de banque et un assassin dans les années 1930. Il était surnommé « Baby Face » à cause de son apparence juvénile et de sa petite stature, mais ses complices l'appelaient souvent « Jimmy ». Il était le complice de John Dillinger, qu'il aida à s'échapper de prison lors de la fameuse évasion du « pistolet en bois ». 
Il fut ennemi public no 1 du 23 juillet au 27 novembre 1934, devenant avec les autres membres survivants de son gang les cibles prioritaires du Federal Bureau of Investigation (FBI) après la mort de Dillinger.
Nelson est responsable du meurtre de plusieurs personnes, dont le plus grand nombre d'agents du FBI en service qu'aucun autre citoyen américain. Plusieurs films ont été réalisés à son sujet. Il fut abattu par des agents du FBI lors d'une fusillade parfois appelée « la bataille de Barrington ».

## Biographie

### Jeunesse
Lester J. Gillis est né dans le quartier de Near West Side à Chicago dans l'Illinois en 1908. Sa mère, Marie Doguet, d'une famille de fermiers de la classe moyenne belge, a émigré aux États-Unis en 1889. Elle et le père de Nelson, Joseph Gillis, un tanneur, se rencontrent en Belgique, bien que celui-ci ait émigré aux États-Unis quelques années plus tôt. Joseph Gillis se suicide la veille de Noël 1924 alors que son fils Lester a 16 ans et est déjà incarcéré en maison de correction.

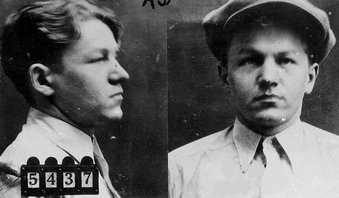
Lester Gillis, 1931

Le 4 juillet 1921, à l'âge de 12 ans, Nelson est arrêté après avoir accidentellement tiré un coup de feu dans la mâchoire d'un de ses camarades avec un pistolet qu'il avait trouvé. Il purge ensuite un an d'enfermement dans une maison de correction. De nouveau arrêté pour vol et « joyriding » (virée avec une voiture volée) à l'âge de 13 ans, il est envoyé dans un centre d'éducation surveillée pour 18 mois supplémentaires.
En 1928, Nelson travaille dans une station service Standard Oil près de chez lui, qui sert de quartier général à de jeunes voleurs de pneus, connus sous le nom de « strippers » (« arracheurs »). Après être entré dans la bande, Nelson fréquente de nombreux criminels locaux. L'un d'eux le charge de transporter en voiture de l'alcool de contre-bande à travers la banlieue de Chicago. C'est par ce biais que Nelson s'associe aux membres du « gang de Touhy », basé dans la banlieue (et non au gang de Capone, comme cela est souvent rapporté). Au bout de deux ans, Nelson et sa bande commettent leur premier vol à main armée. Le 6 janvier 1930, ils envahissent la maison du directeur de journal Charles M. Richter. Après l'avoir ligoté avec de la bande adhésive et avoir coupé le téléphone, ils dévalisent la maison et décampent avec 25 000 dollars américains en bijoux, soit l'équivalent de 324 000 dollars, valeur de 2010. Deux mois plus tard, ils effectuent un vol similaire dans le bungalow de Lottie Brenner Von Beulow, situé sur la Sheridan Road, et s'emparent de 50 000 dollars en bijoux. Les journaux de Chicago les surnomment alors « The Tape Bandits » (« les bandits à la bande (adhésive) »).
Le 21 avril 1930, Nelson attaque sa première banque, s'enfuyant avec 4 000 dollars. Un mois plus tard, lui et son gang mettent à nouveau à exécution leur méthode de cambriolage, totalisant un bénéfice d'une valeur de 25 000 dollars en bijoux. Le 3 octobre de cette année-là, Nelson vole un butin de 4 600 dollars à la State Bank d'Itasca. Un caissier de cette banque identifie plus tard Nelson comme l'un des braqueurs. Trois nuits plus tard, il vole les bijoux de la femme du maire de Chicago Big Bill Thompson, évalués à 18 000 dollars. Elle décrit plus tard son assaillant de la manière suivante : « Il avait un visage de bébé. Il était avenant, à peine plus vieux qu'un enfant, avait des cheveux foncés et portait un par-dessus gris et un chapeau en feutre marron avec les bords rabattus ». Des années plus tard, Nelson et son équipe sont reliés au braquage bâclé d'un hôtel ayant eu lieu le 23 novembre 1930, à Summit dans l'Illinois, qui se transforma en fusillade, faisant trois morts et trois blessés. Trois nuits plus tard, « The Tape Bandits » attaquent une taverne à Waukegan Road et Nelson commet son premier meurtre attesté, lorsqu'il tue l'agent de change Edwin R. Thompson.

### Départ vers l'Ouest
Durant l'hiver 1931, la plupart des « Tape Bandits » sont arrêtés. Le Chicago Tribune désigne leur leader sous le nom de « George « Baby Face » Nelson » et mentionne qu'il écope d'une peine d'un an d'emprisonnement dans le pénitencier d'État de Joliet. En février 1932, Nelson s'échappe durant un transfert. Grâce à ses contacts dans le « gang de Touhy », il fuit vers l'ouest et se réfugie chez William Graham, un bookmaker et caïd de Reno dans le Nevada. Il se fait remarquer à Sausalito en Californie sous le nom de « Jimmy Johnson » alors qu'il travaille pour le bootlegger Joe Parente. C'est probablement durant ses aventures criminelles dans la baie de San Francisco que Nelson rencontre pour la première fois John Paul Chase et Joseph « Fatso » Negri, deux hommes qui seront à ses côtés durant la deuxième moitié de sa carrière. Alors qu'il est à Reno l'hiver suivant, il fait la connaissance d'Alvin Karpis, qui y passe des vacances. Celui-ci le présente à son tour au braqueur de banques du Midwest Eddie Bentz. Faisant équipe avec celui-ci, Nelson retourne dans le Midwest l'été suivant et commet sa première grosse attaque de banque le 18 août 1933 à Grand Haven dans le Michigan. Le braquage frôle le désastre, bien que la plupart des braqueurs parviennent à s'enfuir.

### Leader de gang
Le coup de la banque de Grand Haven convainc apparemment Nelson qu'il est prêt à diriger son propre gang. Par ses contacts à la Green Lantern Tavern de St. Paul dans le Minnesota, il recrute Homer Van Meter, Tommy Carroll et Eddie Green. Avec ces hommes (et deux autres gangsters), Nelson braque la First National Bank de Brainerd dans le Minnesota le 23 octobre 1933 pour un butin de 32 000 dollars. Des témoins rapportèrent que Nelson avait sauvagement arrosé les passants de balles de fusil-mitrailleur alors qu'il s'enfuyait. Après avoir récupéré sa femme Helen et son petit garçon de quatre ans Ronald, il fuit avec son équipe pour San Antonio au Texas. Pendant leur séjour, ils achètent plusieurs armes à l'armurier du Milieu Hyman Lebman. Une de ces armes est un pistolet semi-automatique Colt de calibre .45, modifié pour faire feu de manière totalement automatique. Nelson utilisa cette arme pour tuer l'agent spécial du FBI W. Carter Baum à Little Bohemia plusieurs mois plus tard.
Le 9 décembre, une femme signale à la police de San Antonio la présence voisine de « gangsters du nord lourdement armés ». Deux jours plus tard, Tommy Carroll, sur le point d'être interpellé par deux policiers, ouvre le feu, tue l'Inspecteur H. C. Perrin et blesse l'Inspecteur Al Hartman. Presque tous les membres du gang de Nelson fuient San Antonio. Nelson et sa femme vont vers l'ouest et la baie de San Francisco, où il recrute John Paul Chase et Joseph « Fatso » Negri pour une nouvelle vague d'attaques de banques durant le printemps suivant.

### Association avec Dillinger
Le 3 mars 1934, John Dillinger réussit sa fameuse évasion du « pistolet en bois » de la prison de Crown Point dans l'Indiana. Bien que les détails restent discutés, l'évasion semble avoir été arrangée et financée par les membres d'un gang nouvellement formé regroupant Nelson, Homer Van Meter, Tommy Carroll, Eddie Green et John Hamilton, avec un arrangement selon lequel Dillinger reverserait une partie de la part du butin qu'il toucherait pour sa participation au prochain braquage. Trois jours après l'évasion de Dillinger, le nouveau gang (avec la participation incertaine de Hamilton comme sixième homme) attaque la Security National Bank de Sioux Falls dans le Dakota du Sud. Durant le hold-up, dont le butin s'éleva à environ 49 000 $ (la somme diffère selon les auteurs), Nelson blesse sévèrement un motard de la police, Hale Keith, d'une rafale de pistolet-mitrailleur alors qu'il arrive sur les lieux,.
Les six hommes sont ensuite appelés the "second Dillinger gang" (le « second gang de Dillinger »), à cause de l'extrême notoriété de Dillinger, bien que le gang n'ait pas de leader.
Le 13 mars, le gang attaque la First National Bank à Mason City dans l'Iowa. Dillinger et Hamilton sont légèrement blessés alors qu'ils s'échappent avec 52 000 $.
Le 3 avril, des agents fédéraux montent une embuscade et tuent Eddie Green, alors qu'il n'est pas armé et que son identité n'est pas certaine.

### Little Bohemia
Dans l'après-midi du 20 avril, Nelson, Dillinger, Van Meter, Carroll, Hamilton et leur comparse Pat Reilly, accompagnés par Helen, la femme de Nelson, et trois des compagnes des autres hommes, arrivent dans un gîte isolé, le Little Bohemia Lodge près de Rhinelander dans le Wisconsin, pour un week-end de repos. La connexion entre ce centre de vacances et le gang serait l'avocat de Dillinger, Louis Piquett, qui aurait fait anciennement affaire avec le propriétaire du gîte, Emil Wanatka. Bien que les membres du gang l'appellent par son nom, Wanatka maintint qu'il n'était pas au courant de leurs identités avant la nuit du vendredi. Tout au long du week-end, le gang se repose et se mêle à la famille de Wanatka et aux autres clients, jouant aux cartes et au softball, faisant du tir sur cible, s'offrant tous les agréments et laissant des pourboires.
Le samedi, alors qu'elle est avec son fils à une fête d'anniversaire loin du gîte, la femme de Wanatka informe un membre de la famille que le gang de Dillinger est au gîte. L'information est ensuite transmise au FBI qui la reçoit tôt le 22 avril. Melvin Purvis et de nombreux agents arrivent par avion depuis Chicago et, craignant le départ imminent du gang, attaquent le gîte rapidement, sans réelle préparation, et sans avertir ou obtenir de l'aide de la police locale.
Wanatka propose un dîner spécial à un dollar (soit 16 dollars valeur 2010) le 22 au soir, et les derniers des nombreux clients (estimés au nombre de soixante-quinze) sont sur le départ lorsque les agents fédéraux arrivent par la route de devant. Un coupé Chevrolet part à ce moment-là avec à son bord trois clients du gîte qui n'ont apparemment pas entendu l'ordre de stopper à cause de l'autoradio allumé. Les agents ouvrent rapidement le feu sur eux, en tuant un sur le coup, blessant les deux autres et prévenant ainsi de leur arrivée le gang resté à l'intérieur.
Rajoutant encore au chaos, Pat Reilly, accompagné d'une des femmes, revient au gîte à ce moment-là, de  retour d'une mission en ville effectuée pour le compte de Van Meter. Stoppé par les agents, Reilly fait demi-tour et s'échappe sous les coups de feu avec un pneu crevé.
Dillinger, Van Meter et Hamilton s'échappent immédiatement par l'arrière du bâtiment, qui n'est pas gardé, et partent vers le nord à pied à travers les bois puis au-delà d'un lac avant de s'emparer d'une voiture dans un centre de loisir deux kilomètres plus loin. Carroll n'est pas loin derrière eux et s'échappe facilement dans une voiture volée dans un autre gîte à trois kilomètres de là.
Nelson, qui était dans un cabanon jouxtant le gîte, attaque tête baissée les assaillants, échangeant des coups de feu avec Purvis, avant de se replier dans le gîte sous une volée de balles tirée par les autres agents. De là, il s'échappe par l'arrière dans la direction opposée à celle empruntée par les autres. Sortant des bois quatre-vingt-dix minutes plus tard, à deux kilomètres de Little Bohemia, Nelson kidnappe un couple nommé Lang dans leur maison et leur ordonne de le conduire plus loin en voiture. Apparemment, il n'est pas satisfait par la rapidité de la voiture et il leur ordonne très vite de s'arrêter devant une maison éclairée. Dans cette maison habite Alvin Koerner qui, étant au courant des événements en cours, téléphone rapidement aux autorités à l'un des gîtes pour signaler un véhicule suspect devant sa maison. Peu de temps après que Nelson soit entré dans la maison et ai pris les Koerner en otage, Emil Wanatka arrive avec son beau-frère et un employé du gîte (tandis qu'un quatrième homme reste dans leur voiture). Ils sont également faits prisonniers. Nelson ordonne à Koerner et Wanatka d'aller dans la voiture, où il ne remarque pas le quatrième homme sur la banquette arrière.
Alors qu'ils se préparent à partir avec Wanatka au volant, sous la menace d'une arme, une autre voiture arrive avec deux agents fédéraux à son bord, W. Carter Baum et J.C. Newman, et un policier local, Carl Christensen. Nelson les prend par surprise et les met en joue, puis leur ordonne de sortir de leur voiture. Alors que le conducteur, Newman, sort de la voiture, Nelson, détectant apparemment un mouvement suspect, ouvre le feu avec le .45 modifié, blessant gravement Christensen et Newman, et tuant Baum. Nelson aurait dit que Baum l'avait à sa merci et qu'il ne comprenait pas pourquoi il n'avait pas tiré. La mitraillette de Baum a été retrouvée avec le cran de sûreté mis.
Nelson fuit les lieux dans la voiture des agents fédéraux. Moins de quatre-vingt kilomètres plus loin, la voiture a un pneu à plat et finit par s'embourber alors que Nelson essaye sans succès de changer la roue. De nouveau à pied, il erre dans les bois avant de se réfugier chez une famille de Chippewa, et reste pendant plusieurs jours dans leur cabanon isolé. Il s'échappe finalement en volant une nouvelle voiture.
Trois des femmes qui accompagnaient le gang, y compris Hellen Gillis, la femme de Nelson, sont capturées dans le gîte. Après un interrogatoire épuisant du FBI, les trois sont finalement convaincues de complicité et relâchées en liberté conditionnelle.
Avec un agent et un civil morts, quatre autres personnes gravement blessées dont deux autres civils innocents, ainsi que la fuite du gang de Dillinger au complet, le FBI fait l'objet de sévères critiques, avec des appels à la démission de J. Edgar Hoover. Une pétition circule largement, exigeant la suspension de Purvis.

### Ennemi public
Au moment de la fusillade de Little Bohemia, l'appartenance de Nelson au gang de Dillinger n'est connue du FBI que depuis deux semaines. Après le meurtre de Baum, Nelson devient nationalement connu et le Bureau fait de lui une cible hautement prioritaire. Sa mise en avant ainsi que celle de l'agent assassiné sert à parer une partie des nombreuses critiques dirigées contre J. Edgar Hoover et Purvis après cette débâcle.
Dillinger rejoint le gang à Aurora dans l'Illinois. Un jour après le raid de Little Bohemia, lui, Hamilton et Van Meter forcent un barrage de police près de Hastings dans le Minnesota, essuyant les tirs des policiers. Une balle ricoche et touche Hamilton dans le dos, le blessant mortellement,. Hamilton meurt en cavale le 30 avril ou le 1er mai 1934, et est secrètement inhumé par Dillinger et d'autres dont Nelson.
Le 7 juin, le membre du gang Tommy Carroll est tué dans un combat avec la police à Waterloo dans l'Iowa. Carroll et sa compagne Jean Crompton (qui avait été capturée et jugée avec Helen Gillis après Little Bohemia) avaient grandi près des Nelson, et la mort de Carroll fut un choc personnel pour eux. Le couple resta caché durant les semaines suivantes, et bien qu'ils aient été dans la région de Chicago, leurs mouvements précis durant cette période restent obscurs. On raconte que les Nelson vivaient dans différents camps de touristes, et continuaient à voir secrètement leur famille le plus souvent possible.
Le 27 juin, l'ancien homme de main du gang, Pat Reilly, qui s'était enfui de Little Bohemia, est encerclé durant son sommeil et capturé vivant à St. Paul dans le Minnesota.
Le matin du 30 juin, Nelson, Dillinger, Van Meter, ainsi qu'un ou plusieurs complices, braquent la Merchants National Bank à South Bend dans l'Indiana. Un des hommes impliqués dans le braquage était sans doute Pretty Boy Floyd, si l'on en croit différents témoins visuels ainsi que, plus tard, le témoignage de Joseph « Fatso » Negri, un vieil associé de Nelson qui servait occasionnellement d'homme de main au gang à cette époque. Un autre participant, suivant la rumeur, fut Jack Perkins, un ami d'enfance de Nelson, qui lui aussi était associé au gang à ce moment-là. Il fut jugé pour le hold-up et acquitté.
Quand le braquage commence, un policier nommé Howard Wagner est en train de régler la circulation dehors. Réagissant rapidement à la scène, il cherche à dégainer son arme mais est abattu par Van Meter, posté devant la banque. Toujours dehors, Nelson échange des coups de feu avec un bijoutier du quartier qui lui a tiré dessus sans le blesser. Nelson porte un gilet pare-balle. Alors que le commerçant se replie dans sa boutique sous une volée de balles tirée par Nelson, un homme dans une voiture garée non loin est blessé. Nelson se bat aussi brièvement avec un adolescent qui l'a attaqué, jusqu'à ce que Nelson (ou peut-être Van Meter) assomme le garçon avec son arme. Lorsque Dillinger et Floyd sortent de la banque avec des sacs contenant 28 000 $, ils emmènent trois otages avec eux (dont le président de la banque) pour dissuader les trois policiers présents sur les lieux de tirer sur eux. Les policiers tirent quand même, blessant deux otages avant d'effleurer Van Meter à la tête. Le gang s'échappe, et Van Meter se remet. Au milieu des échanges continuels et chaotiques de coups de feu, plusieurs autres passants sont blessés par des tirs, des ricochets ou des éclats de verre. Selon Steven Nickel, ce braquage est le dernier pour tous les participants, y compris Floyd.
Durant le mois de juillet, alors que le FBI le pourchasse toujours, Nelson fuit avec sa femme en Californie avec leur complice John Paul Chase, qui reste avec Nelson quasiment jusqu'à la fin de sa vie. À l'occasion de son retour à Chicago le 15 juillet, le gang tient une réunion à leur point de rendez-vous préféré. Lorsque la réunion est interrompue par deux policiers, Fred McAllister et Gilbert Cross, Nelson tire sur leur véhicule avec son pistolet automatique modifié, blessant les deux hommes tandis que les gangsters se replient. Cross est sévèrement touché mais les deux hommes survivent. La responsabilité de Nelson reste incertaine jusqu'à ce qu'elle soit confirmée par une confession de Chase.
Le 22 juillet 1934, le FBI tend une embuscade à Dillinger, qui est tué, devant le Biograph Theater du quartier de Lincoln Park à Chicago après être imprudemment sorti de son repaire pour voir le film L'ennemi public n°1 avec son acteur favori Clark Gable et l'actrice Myrna Loy dont il était fou amoureux et qu'il voulait rencontrer à tout prix. Obnubilé par son désir de coucher avec elle, il oublia toute prudence et se fit abattre alors qu'il projettait de guetter le passage de Myrna Loy à Chicago afin de l'attirer dans l'une de ses cachettes secrètes dans les bas-fonds de la ville. Le jour suivant, J. Edgar Hoover annonce que Baby Face Nelson est maintenant l'ennemi public no 1,,,,,.
Le 23 août, Van Meter est tué lors d'une embuscade tendue par la police à St. Paul dans le Minnesota. Nelson est alors le seul survivant du "second Dillinger gang".
Durant les mois qui suivent, Nelson et sa femme, le plus souvent accompagnés de Chase, bourlinguent vers l'ouest, dans différentes villes dont Sacramento et San Francisco en Californie, ainsi que Reno et Las Vegas dans le Nevada. Puis ils font demi-tour, le plus souvent vivant dans des campings, avant de revenir à Chicago aux alentours du 1er novembre. Les mouvements de Nelson dans la région durant ses derniers mois sont assez mal connus.
Vers la fin du mois, l'intérêt du FBI se porte sur une ancienne planque de Nelson, l'auberge Lake Como Inn à Lake Geneva dans le Wisconsin, où il pense que Nelson pourrait revenir pour l'hiver. Lorsque Nelson et Chase reviennent effectivement à l'auberge le 27 novembre, ils tombent brièvement nez à nez avec des agents du FBI. Ceux-ci sont surpris et mal préparés, étant uniquement censés surveiller l'auberge en vue de recueillir des informations. Les fugitifs fuient avant qu'un seul coup de feu n'ait été tiré. Le secteur fourmille ensuite d'agents fédéraux, munis d'une description de leur voiture (une Ford V8 noire) et de son numéro de plaque d'immatriculation (639-578).

### La bataille de Barrington
La poursuite armée qui eut lieu entre les agents fédéraux et Nelson le 27 novembre 1934 en dehors de Chicago, dans la ville de Barrington dans l'Illinois, aboutit à la mort de Nelson et à celle des agents spéciaux Herman Hollis et Samuel P. Cowley,,,.
La confrontation commence lorsque Baby Face Nelson, Helen Gillis et John Paul Chase roulent en Ford V8 en direction de Chicago et remarquent une voiture, roulant dans la direction opposée, conduite par les agents Thomas McDade et William Ryan. Nelson détestait les policiers et les agents fédéraux, et utilisait une liste de numéros de plaques d'immatriculation qu'il avait rassemblés afin de les attaquer chaque fois que c'était possible. Les agents et les hors-la-loi se reconnaissent mutuellement et, après plusieurs demi-tours des deux véhicules, Nelson se retrouve à la poursuite de la voiture des agents. Nelson et Chase tirent sur les agents, qui se démènent pour garder le contrôle de leur véhicule avec les deux pare-brises brisés. Après avoir fait une dangereuse embardée pour éviter un camion de lait, ils terminent leur course dans un champ, attendant anxieusement Nelson et Chase, qui ont arrêté la poursuite. Ils ne savent pas qu'un coup de feu tiré par Ryan a perforé le radiateur de la Ford de Nelson, et que celle-ci est alors poursuivie par une Hudson conduite par deux autres agents : Herman Hollis (qui est supposé avoir, un mois plus tôt, tiré la balle fatale à un Pretty Boy Floyd blessé) et Samuel P. Cowley.
Avec sa voiture qui perd rapidement de la puissance et ses poursuivants qui essayent de venir à sa hauteur, Nelson fait une brusque embardée à l'entrée de North Side Park à Barrington et freine brutalement en face de trois pompes à essence. Hollis et Cowley, qui l'ont dépassé de plus de 30 mètres, s'arrêtent à un croisement et sortent de leur véhicule par la portière passager, sous les tirs nourris de Nelson et Chase, avant de prendre une position défensive derrière la voiture. Plus de trente personnes ont été témoins de la fusillade qui a suivi.
La femme de Nelson, fuyant à travers une ouverture sous les instructions de son mari, se retourne brièvement pour voir celui-ci touché par la balle qui s'avérera lui être fatale. Nelson met la main à son côté et s'assoit sur le marchepied tandis que Chase continue de tirer en se tenant derrière leur voiture. Nelson, peut-être conscient de la sévérité de sa blessure, marche alors à découvert dans la direction des agents, tirant sur eux avec une carabine .351 à une telle cadence que les témoins l'ont confondue avec une mitraillette. Cowley s'échappe en premier, cherchant une nouvelle position dans un fossé au bord de la route. Se retournant pour pointer sa mitraillette sur Nelson, il tente de faire feu mais son arme est déchargée et il tombe sous une pluie de balles tirée par Nelson. Hollis tire à ce moment-là un coup de fusil qui atteint Nelson aux jambes, le faisant momentanément tomber. Lorsque Nelson se remet rapidement sur ses pieds et continue de s'approcher, Hollis, peut-être déjà blessé, fuit de l'autre côté de la rue, se retourne, et tente de faire feu avec son arme sans y parvenir. Il dégaine alors un pistolet semi-automatique mais tombe rapidement sous les tirs de Nelson, qui se tiendra au-dessus de son corps quelques instants. Une fois le combat terminé, Nelson boite jusqu'à la Hudson criblée de balles et fuit les lieux avec sa femme et Chase. Il a été touché neuf fois (le chiffre de seize est souvent faussement rapporté). Disant à sa femme « qu'il est foutu », Nelson donne des indications pour que Chase les conduise en lieu sûr ; Nelson y meurt dans son lit, sa femme à ses côtés, quelques heures plus tard.
Hollis, présentant de graves blessures à la tête, est déclaré mort peu après son arrivée à l'hôpital. Dans un autre hôpital, Cowley survit assez longtemps pour s'entretenir brièvement avec Melvin Purvis, puis subit une intervention chirurgicale, en vain, il meurt d'une blessure à l'estomac similaire à celle de Nelson. Grâce à un coup de téléphone anonyme, le corps de Nelson est retrouvé dans un fossé, enroulé dans une couverture. Il se trouvait en face d'un cimetière, le St. Peter Catholic Cemetery à Skokie dans l'Illinois, qui existe toujours aujourd'hui. Sa femme expliqua qu'il était mort des suites de ses blessures à 19 h 35. Elle avait placé la couverture autour de son corps « parce qu'il avait toujours détesté avoir froid… ».
Les journaux, se basant sur la formulation controversée d'un ordre de J. Edgar Hoover (« ...find the woman and give her no quarter » : « …trouvez la femme et ne faites pas de quartier »), rapportèrent que le FBI avait lancé un arrêt de mort contre la jeune veuve de Nelson, qualifiée par les journaux de première femme d'Amérique à être ennemie publique. Celle-ci errait dans les rues de Chicago, fuyant la police durant plusieurs jours,. Après s'être rendue le jour de Thanksgiving, Helen Gillis, qui avait été relâchée en liberté conditionnelle après sa capture à Little Bohemia, purgea une peine d'un an de prison pour avoir été la complice de son défunt mari. Chase fut appréhendé plus tard et purgea sa peine à Alcatraz.

### Sépulture
Helen et Lester Gillis sont enterrés au Saint Joseph's Cemetery à River Grove dans l'Illinois (près de Chicago).

## Personnalité
En opposition à John Dillinger, Nelson était l'antithèse du bandit populaire, du type « Robin des Bois », de la Grande Dépression. Ayant une fâcheuse tendance à laisser son humeur le dominer, Nelson n'hésitait pas à tuer indifféremment des policiers et des civils innocents. Parmi les plus grandes figures de hors-la-loi de son époque, lui et Clyde Barrow ont été accusés d'avoir tué une douzaine de policiers à eux deux. Nelson était aussi un mari et un père dévoué, qui emmenait souvent sa femme et ses enfants avec lui lorsqu'il était en cavale. 

## Meurtres
- W. Carter Baum, durant la fusillade de Little Bohemia
- Herman Hollis, à Barrington dans l'Illinois
- Samuel P. Cowley, à Barrington dans l'Illinois

## Dans la culture populaire

### Cinéma
Nelson a été le sujet de nombreux films. Parmi eux figurent Rue sans issue (1937) avec Humphrey Bogart, L'Ennemi public (1957), titré Baby Face Nelson en anglais, avec Mickey Rooney, ainsi qu'un film de 1995 également titré Baby Face Nelson, avec C. Thomas Howell. Il est interprété par l'acteur Richard Dreyfuss dans le film de 1973 Dillinger, et par l'acteur britannique Stephen Graham dans le film de 2009 Public Enemies.
Dans le film O'Brother (2000), Michael Badalucco incarne George Nelson, maniaco-dépressif, braqueur de banque de la Grande Dépression, qui a une apparence et des manières similaires celles de Baby Face Nelson, mais qui déteste être appelé par ce nom.

### Musique
En 2006, Helena Noguerra et Federico Pellegrini ont intitulé leur album commun Dillinger Girl & Baby Face Nelson.
Un rappeur du groupe français Les Tontons Flingueurs a pour nom de scène B-Bi Face.